# Charlotte, Severna Karolina
Charlotte (IPA: [ˈʃɑrlət]) je največje mesto v ameriški zvezni državi Severna Karolina. Po ocenah za leto 2007 ima približno 670.000 prebivalcev in je 19. največje mesto v ZDA. Celotno velemesto ima približno 1,7 milijona prebivalcev.
Charlotte je dobil ime po nemški princesi Charlotte Mecklenburški, ki je leto pred ustanovitvijo mesta postala žena angleškega kralja Jurija III.; od tod tudi vzdevek mesta Kraljičino mesto (The Queen City). Drug vzdevek Sršenje gnezdo (The Hornet's Nest) so mu nadeli britanski vojaki med ameriško vojno za neodvisnost, potem ko so jih bojeviti prebivalci pregnali iz mesta.
Charlotte je pomembno finančno središče. V mestu imajo sedež številna velika podjetja, med njimi Bank of America, po nekaterih navedbah največja finančna ustanova na svetu. Maja 2008 je spletna stran relocateamerica.com na podlagi gospodarskih in družbenih kazalcev, kot so možnosti izobraževanja in zaposlitve, stopnja kriminala in nepremičninski trg, proglasila Charlotte za »najboljše mesto v ZDA za bivanje«.

## Pobratena mesta
Charlotte je pobraten z osmimi mesti:
- Arequipa, Peru (1962)
- Baoding, Kitajska (1987)
- Krefeld, Nemčija (1985)
- Kumasi, Gana (1995)
- Limoges, Francija (1992)
- Voronež, Rusija (1991)
- Wrocław, Poljska (1993)
- Hadera, Izrael (2008)